# NGC 6018
NGC 6018 é uma galáxia espiral (S0-a) localizada na direcção da constelação de Serpens. Possui uma declinação de +15° 52' 22" e uma ascensão recta de 15 horas, 57 minutos e 29,8 segundos.
A galáxia NGC 6018 foi descoberta em 19 de Março de 1787 por William Herschel.